# Leopold Herman Severin Løvenskiold
Leopold Herman Severin Løvenskiold (31. marts 1813 i Fossum, Norge – 11. juni 1848 i Flensborg) var en norsk frivillig i Treårskrigen, yngre bror til Otto Joachim Løvenskiold.
L.H.S. Løvenskiold var søn af statholder Severin Løvenskiold og Sophie Hedevig f. komtesse Knuth. Han var 1825-31 kadet på Søkadetskolen i Frederiksværn, studerede ved landbrugsskoler i Schweiz, fra 1845 i København, hvor han 1848 meldte sig som frivillig i krigen (24. maj). Han avancerede til sekondløjtnant.
5. juni hans enhed på forpost i nærheden af Nybøl og Stenderup. Til tidsfordriv spillede han og to andre officerer whist, da der pludselig hørtes geværild og kanonskud. Det var hannoveranske fjender, der rykkede frem og havde overtaget. Forpostlinien trak sig tilbage, og Løvenskiold stod tilbage med ca. 30 mand og fyrede med geværerne. Men hans eget klikkede.
Da han gav sin sidemand ordre til at skyde en fjendtlig officer, blev han ramt af en kugle i venstre side, der slog ham til jorden. Løvenskiold blev liggende og blev fundet af kaptain de Vaux fra det hannoveranske infanteri, til hvem han fortalte hvem han var, og at han ikke troede han havde lang tid igen. Kaptajn de Vaux måtte love at bringe en hilsen til hjemmet i Fossum. Løvenskiold blev forbundet af en læge og sendt til Gråsten sammen med andre fanger. Dernæst blev han flyttet til lazarettet i Flensborg, hvor han døde nogle dage senere.
Gudstjenesten foregik i Flensborg, mens han blev begravet i Sønderborg sammen med kaptajn Thestrup og oberstløjtnant Otto von Munthe af Morgenstierne, der faldt samme dag.
Den 14. juni 1925 blev der henlagt en mindesten på Møllevej mellem Nybøl Mølle og Stenderup gamle kro. På mindestenen står at læse: "Her faldt norsk frivillig L. H. S. Lövenskiold ved 10.batl. den 5.6. 1848."